# Jack Anderson
Jack Anderson (Brisbane, 2 de juny de 1987) és un ciclista australià, professional des del 2008.

## Palmarès
- 2009
  - Campió d'Oceania en contrarellotge sub-23
  - Vencedor d'una etapa al Mersey Valley Tour
- 2013
  - 1r al Tour of Gippsland i vencedor d'una etapa
  - 1r al Grafton to Inverell Classic
  - Vencedor d'una etapa a la Tour de Perth
- 2015
  - Vencedor d'una etapa al Tour de Toowoomba